# 尹奉
尹 奉（いん ほう、生没年不詳）は、中国後漢末期から三国時代魏の武将・政治家。字は次曾。涼州漢陽郡（天水郡）の人。

## 人物

### 事跡
初めは涼州の従事であった。建安19年（214年）春正月、尹奉は馬超に一時的に降伏を強いられる。しかし、尹奉は南安郡の趙衢と共に馬超を討ち取ろうと謀り、姜叙が鹵城で挙兵したのに応じた。趙衢と尹奉は馬超を姜叙討伐に出陣させた後、その妻子を殺害して梟首している。このため、馬超は漢中に逃亡した。
黄初2年（221年）頃、尹奉は敦煌太守に任ぜられた。しかし、黄華・張進ら現地の豪族が功曹の張恭を捕えて反抗するなどしている。それでも張恭の策により、尹奉は何とか太守として着任した。尹奉は現地の豪族には逆らわず、統治は旧習を維持するままに任せている。この状況は、後任太守の倉慈により改革された。
その後、尹奉の名は史書に見えない。

### 物語中の尹奉
小説『三国志演義』でも、馬超討伐の際に登場する。